# Dysmorphic
Dysmorphic ist eine französische Technical-Death-Metal-Band aus Tours, die im Jahr 2008 unter dem Namen Necroticism gegründet wurde.

## Geschichte
Die Band wurde im Februar 2008 unter dem Namen Necroticism gegründet und bestand aus dem Schlagzeuger Quentin Regnault, dem Bassisten Théo Ladouce, den Gitarristen Eric „Ricko“ Haure-Touzet und Clément sowie dem Sänger Thibaud Destouches. Einen Monat später verließ Clément die Band bereits wieder und wurde durch Julio Martinez ersetzt. Mitte Juni 2008 nahm die Band ihr erstes Lied namens Kolossal Slaughter im Haus des Gitarristen Martinez auf, wobei er neben dem Spiel der Gitarre auch das Schlagzeug und den Gesang übernahm. Nach zweiwöchiger Arbeit wurde das Lied via Myspace veröffentlicht. Gegen Ende des Jahres nahm die Band ihre erste EP namens Orphans of Sheol im Tempo Loco Studio auf. Im Februar 2009 hielt die Band einen Auftritt mit einer lokalen Band namens Necrofist von Orléans ab, spielte jedoch auch mit internationalen Künstlern wie Hate, Gorod und Kronos. Im März spielte die Band zusammen mit The Psychologist & His Medicine Band. Im September verließ Destouches die Band und wurde im Oktober durch Thibault „Trauma“ Brunelière ersetzt, wobei die Band sich mittlerweile nun Dysmorphic nannte. 2010 folgte eine selbstbetitelte EP. Danach kamen Johann Sadok als neuer Bassist und Baptiste Boudoux als neuer Sänger zur Band. Im Jahr 2012 begab sich die Band ins Studio, um ihr Debütalbum aufzunehmen, das Ende 2013 unter dem Namen A Notion of Causality über Unique Leader Records erschien.

## Stil
Auf ihrer Facebook-Seite gibt die Band Gruppen wie Suffocation, Severed Savior, Decrepit Birth, Odious Mortem, Morbid Angel, Kronos und Death als ihre Einflüsse an. Laut Islander von nocleansinging.com spiele die Band Technical Death Metal vergleichbar mit der Musik von Gorod, wobei die Werke noch technisch anspruchsvoller seien. Zudem klinge die Band wie eine französische Version von Archspire. Der gutturale Gesang bewege sich vom mittleren zum höheren Bereich. Gelegentlich verfalle der Gesang jedoch in tiefere Passagen, sodass er vergleichbar mit dem Gesang von Job for a Cowboy sei. Das Spiel der E-Gitarre erinnere an Gruppen wie Suffocation und Beyond Creation.

## Diskografie
als Necroticism
- 2009: Orphans of Sheol (EP, Eigenveröffentlichung)

als Dysmorphic
- 2009: Sceptical Existence (Single, Eigenveröffentlichung)
- 2010: Dysmorphic (EP, Eigenveröffentlichung)
- 2013: A Notion of Causality (Album, Unique Leader Records)